# Cementiri de Santa Maria de Ginestarre
El Cementiri de Santa Maria de Ginestarre és una obra d'Esterri de Cardós (Pallars Sobirà) inclosa a l'Inventari del Patrimoni Arquitectònic de Catalunya.

## Descripció
En el mur que tanca el recinte del cementiri de Ginestarre, al costat nord de l'església, es troba una porta amb arc ferrat. Es compon per un arc semicircular, amb dovelles petites, en disposició radial. En el punt en què aquestes adopten la posició horitzontal, es forma un entrant sobre el qual descansa en què aquestes adopten la posició horitzontal, es forma un entrant sobre el qual descansa l'arc que es prolonga fins al nivell del sòl. D'aquesta manera l'amplada de la porta (entre els dos muntants), és inferior al diàmetre de l'arc. No citat per estudis de Sarrete sobre visigòtic i preromànic, ni per cap altre autor. Similar a l'arc del recinte del cementiri de Ribera de Cardós.